# Bibliographie sur la sociologie des mouvements sociaux
 (août 2024).
- Si vous ne connaissez pas le sujet, laissez ce bandeau (vous pouvez alors contacter les auteurs).
- Si vous supprimez le contenu mis en cause (vous pouvez préalablement contacter les auteurs),

argumentez précisément cette suppression dans la page de discussion
(un manque de référence n'est pas un argument ; une recherche réelle de référence doit avoir été effectuée, être formellement documentée).

## Ouvrages
- La protestation collective Jérôme Lafargue
- Sociologie des mouvements sociaux Erik Neveu
- Power and Popular Protest: Latin American Social Movements, éd. par Susan Eckstein, Updated Edition, University of California Press 2001,  (ISBN 0520227050)